# 利迪娅·特雷特尔
利迪娅·特雷特尔（義大利語：Lidia Trettel，1973年4月5日—），意大利女子单板滑雪运动员。她曾代表意大利参加1998年和2002年冬季奥林匹克运动会单板滑雪比赛，获得一枚铜牌。